# تیو (فرعون)
تیو یا تِه یو فرعونی پیش‌دودمانی در مصر باستان بود که بر مصر سفلی فرمانروایی می‌کرد. نام او به همراه چند تن از پادشاهان مصر سفلی در سنگ پالرمو ذکر شده‌است. هیچ اطلاعاتی دربارهٔ دوره فرمانروایی و زندگی او در دست نیست و او ممکن است یک پادشاه افسانه ای باشد که از طریق سنت شفاهی حفظ شده است، یا حتی ممکن است کاملا ساختگی باشد.